# Krzywa Engla
Krzywa Engla – w ekonomii krzywa odzwierciedlająca zależność pomiędzy dochodem konsumenta a ilością konsumowanego przez niego dobra, przy założeniu stałych cen wszystkich towarów oraz innych zmiennych (ceteris paribus). Graficznie krzywą Engla zazwyczaj przedstawia się w układzie współrzędnych kartezjańskich z dochodem na osi rzędnych i ilością konsumowanego dobra na osi odciętych. 
Kształt krzywej Engla pozwala zilustrować graficznie dochodową elastyczność popytu danego dobra, a zatem określić czy jest ono podrzędne, normalne czy luksusowe.
Nazwa krzywej pochodzi od nazwiska niemieckiego ekonomisty, Ernsta Engla.

## Formalna definicja
Formalnie krzywa Engla to wykres funkcji q = f(i; z), gdzie q to ilość konsumowanego dobra, i to całkowity dochód, wydatki lub majątek konsumenta, zaś z to stały wektor parametrów charakteryzujących konsumenta takich jak wiek czy stan cywilny.